# L'Ultima Récital
 (juillet 2024).
Si vous disposez d'ouvrages ou d'articles de référence ou si vous connaissez des sites web de qualité traitant du thème abordé ici, merci de compléter l'article en donnant les références utiles à sa vérifiabilité et en les liant à la section « Notes et références ».
L'Ultima Récital, sous-titré Les Adieux irrévocables, est un spectacle musical créé en 1992 avec Marianne James dans le rôle de la cantatrice allemande fantasque Maria Ulrika Von Glott (un personnage qu'elle a créé en 1989). Elle est accompagnée successivement par Véronique Vola, Hélène Halevy et Ariane Cadier au piano.
Il se joue jusqu'en 2001 et reçoit le Molière du spectacle musical en 1999 après une première nomination en 1997.